# Rukinzo FC
Der Rukinzo Football Club ist ein burundischer Fußballklub mit Sitz in der Stadt Bujumbura.

## Geschichte
Der Klub wurde im Jahr 2010 gegründet und startete zur Saison 2010/11 in der 3e Division. Den direkten Aufstieg verpasste man hier erst im Halbfinale. Nebst ein paar Achtungserfolgen im nationalen Pokal gelang in der Saison 2017/18 auch schlussendlich in der Ligue B der erste Platz in der eigenen Gruppe und damit der direkte Aufstieg in die Ligue A. Nach dem Aufstieg gelingt es dann 2019 und 2020 zwei Mal hintereinander am Pokalfinale teilzunehmen, in beiden Fällen verlor man jedoch die entscheidende Partie. Bis heute konnte sich der Klub in der höchsten Liga des Landes halten.

## Erfolge
- Burundischer Pokalsieger: 2024
- Burundischer Pokalfinalist: 2019, 2020